# Manuel Akanji
Manuel Obafemi Akanji (* 19. Juli 1995 in Neftenbach) ist ein Schweizer Fussballspieler. Der Innenverteidiger steht in England bei Manchester City unter Vertrag und ist A-Nationalspieler. Zuvor spielte er zwischen 2018 und 2022 für Borussia Dortmund und wurde dort einmal DFB-Pokalsieger.

## Vereinskarriere

### FC Winterthur
Akanji wuchs in Wiesendangen in der Nähe von Winterthur auf und verbrachte seine Juniorenzeit zuerst beim FC Wiesendangen, später trat er als Elfjähriger dem FC Winterthur bei. In der Saison 2013/14 spielte er für die U18-Mannschaft und ein Jahr darauf für die zweite Mannschaft. Parallel dazu begann er eine Lehre als Kaufmann. Am 1. Juli 2014 wurde der Verteidiger in die erste Mannschaft Winterthurs berufen, nachdem er bereits in der Vorsaison zwei Spiele in der zweitklassigen Challenge League bestritten hatte. Der Rechtsfüsser unterschrieb in der Folge einen bis 2018 laufenden Vertrag und gehörte auf Anhieb zur Stammmannschaft. Er wurde in der Spielzeit 2014/15 25-mal eingesetzt und erzielte einen Treffer.

### FC Basel
Die Leistungen des jungen Akanji weckten das Interesse des Basler Sportchefs Georg Heitz. Dieser nahm Kontakt mit dem FC Winterthur auf mit dem Ziel, ihn aus dem laufenden Vertrag herauszulösen. Am 15. April 2015 unterschrieb Akanji schliesslich beim FC Basel (FCB) einen Dreijahresvertrag mit Gültigkeit ab dem 1. Juli 2015 und der Option auf Verlängerung um ein weiteres Jahr. Sein Super-League-Debüt gab er am 26. September 2015 beim 3:1-Heimsieg gegen den FC Lugano. Im März 2016 erlitt der Innenverteidiger im Training einen Kreuzbandriss im linken Knie und fiel für den Rest der Saison aus. Unter Trainer Urs Fischer gewann er am Ende der Schweizer Fussballmeisterschaft 2015/16 den Meistertitel mit dem FCB. In der Spielzeit 2016/17 avancierte Akanji zum Stammspieler in der Innenverteidigung und gewann mit dem Verein erneut die Meisterschaft. Für den Club war es der achte Titel in Serie und insgesamt der 20. Titel in der Vereinsgeschichte. Die Mannschaft gewann mit Akanji auch den nationalen Cupwettbewerb am 25. Mai 2017 mit 3:0 gegen den FC Sion und damit das Double.

### Borussia Dortmund

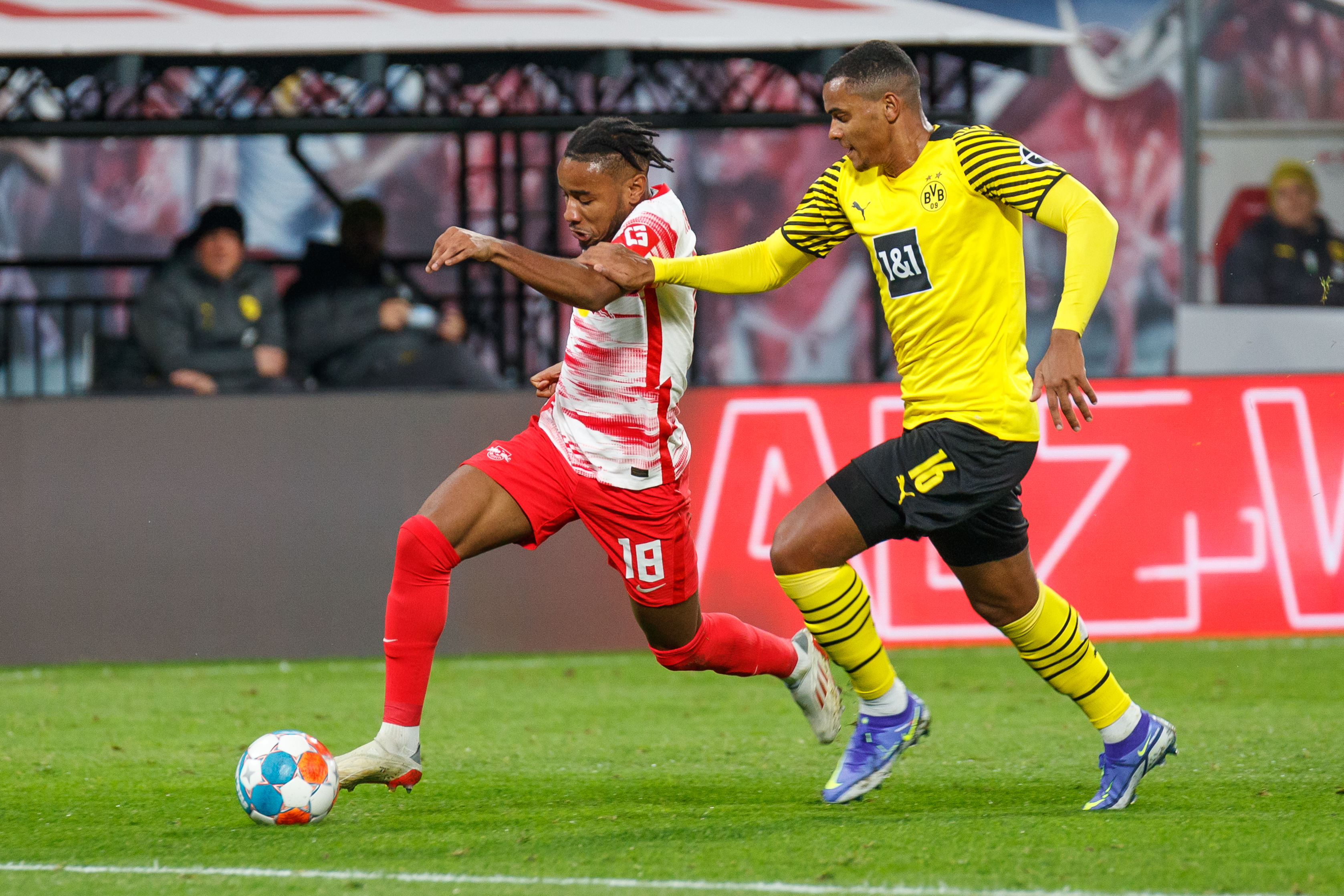
Akanji (r.) im Zweikampf mit Christopher Nkunku (2021)

Am 15. Januar 2018 schloss sich der Schweizer Borussia Dortmund an und erhielt einen bis 2022 gültigen Vertrag. Seinen ersten Treffer in der Bundesliga erzielte er beim 7:0-Heimsieg des BVB gegen den 1. FC Nürnberg am 26. September 2018 (5. Spieltag). In seiner ersten Spielzeit bestritt der Innenverteidiger für den späteren Vizemeister als Stammspieler 31 Pflichtspiele und verpasste weitere 14 aufgrund einer Hüftverletzung.
Im August 2019 gewann Akanji seinen ersten Titel mit dem Verein, als der Doublesieger der Vorsaison, der FC Bayern München, mit 2:0 im DFL-Supercup besiegt wurde. Nachdem er unter Lucien Favre weiterhin in der Innenverteidigung gesetzt gewesen war, verlor er zum 21. Spieltag der Spielzeit 2019/20 seinen Stammplatz kurzzeitig an Dan-Axel Zagadou, wurde jedoch nach dessen Verletzung von seinem Landsmann Favre wieder in die Startelf berufen. Zum Saisonende hin fiel der Schweizer seinerseits mit muskulären Problemen aus, in seiner Abwesenheit wurde der BVB erneut Vizemeister.
Vor allem in seiner zweiten Spielzeit für Dortmund, aber auch bereits in der Rückrunde der Saison 2018/19 war Akanji immer wieder das Ziel von Kritik seitens der Medien oder des Vereinsumfelds. Da er trotz seinen teils schwachen Leistungen regelmässig Zagadou oder dem noch jüngeren Leonardo Balerdi vorgezogen wurde, sprach das Portal 90min sogar von einer Art Nibelungentreue des Trainers gegenüber seinem Spieler. Ligalive lobte Akanjis taktische wie technische Ausbildung sowie seinen Ehrgeiz und seine Kritikfähigkeit, bemängelte allerdings auch «haarsträubende Patzer». Das vereinsnahe Nachrichtenmagazin Ruhr24 wurde in Bezug auf die Fehler des Schweizers noch deutlicher und benannte so unter anderem dessen «Slapstickeinlage» gegen Werder Bremen im Mai 2019 oder ein Eigentor zum Vorteil des SC Freiburg im Oktober desselben Jahres. Auch sprach man hier von einer «Kette individueller Fehler» in «fast jedem Spiel». Bis zur Unterbrechung der Saison 2019/20 aufgrund der COVID-19-Pandemie hatte der «Inbegriff eines modernen Innenverteidigers» jedoch auch positiv auffallen können. So wurde seitens der Liga seine Fairness im Zweikampf gelobt sowie seine Passquote von 93 % positiv hervorgehoben, die nur vier weitere Spieler, darunter sein Mannschaftskamerad Axel Witsel, übertrafen.
Verletzungs- sowie krankheitsbedingt verpasste der Schweizer in der Folgesaison einige Spiele, stand aber, wenn er fit war, stets in der Startelf. Nach einem guten Start des BVB in die Ligasaison (fünf Siege aus sechs Partien, alle ohne Gegentor) verschlechterte sich die Leistung der gesamten Hintermannschaft, so auch die von Akanji. Mit sechs weiteren Mitspielern erhielt er vom kicker die Note 5,5 beim 1:5 gegen den VfB Stuttgart, nach welchem Lucien Favre durch seinen Co-Trainer Edin Terzić ersetzt wurde. In den letzten sieben Bundesligapartien, die allesamt gewonnen wurden, kassierte Dortmund im Schnitt ein Gegentor pro 90 Minuten und konnte sich noch die bereits verloren geglaubte Teilnahme an der Champions-League-Gruppenphase sichern. Akanji, der in der Hinrunde nicht berücksichtigt worden war, wurde vom kicker in dessen Rückserienrangliste schliesslich hinter Moussa Niakhaté und Matthias Ginter auf den dritten Rang der nationalen Klasse für Innenverteidiger einsortiert.
Im Verlauf der Hinserie 2021/22 bestätigte Akanji als einziger Dortmunder Innenverteidiger seine Form, indem er sich «auf hohem Niveau stabilisierte» sowie «seine Aussetzer minimierte», und besetzte diesmal in der nationalen Klasse den ersten Platz, vor ihm standen nur Niklas Süle und Nico Schlotterbeck, die der kicker in die internationale Klasse einsortiert hatte. Mit Ausnahme des Pokalspiels gegen Ingolstadt absolvierte der Abwehrspieler alle seine Einsätze über die volle Spielzeit, gemeinsam mit Keeper Gregor Kobel und seinen Defensivkollegen gelang ihm aber nur ein Ligaspiel ohne Gegentreffer. Abgesehen von der 1:2-Niederlage gegen RB Leipzig sowie der beiden verlorenen Champions-League-Partien gegen Ajax Amsterdam benotete der kicker den Spieler immer mit Zensuren zwischen 2 und 3. Im Anschluss an die Rückrunde, die der Schweizer mit dem BVB als Vizemeister abschloss, verpflichtete sein Verein mit den deutschen Nationalspielern Niklas Süle und Nico Schlotterbeck zwei neue Innenverteidiger. Zuvor war Akanji mit seiner Mannschaft in der Vorrunde der Champions League sowie in der anschliessenden Playoff-Runde der Europa League ausgeschieden.

### Manchester City
Ohne Pflichtspieleinsatz für den BVB in der Spielzeit 2022/23, wechselte Akanji am Ende der Sommertransferperiode in die englische Premier League zu Manchester City, wohin es bereits kurz zuvor den Dortmunder Stürmer Erling Haaland gezogen hatte. Beim amtierenden Meister unterschrieb der Schweizer, der gut vier Jahre zuvor gegenüber Schweizer Journalisten die Aussage «Seit meiner Kindheit ist mein Lieblingsverein Manchester United. Dort würde ich gern einmal spielen» getroffen hatte, einen bis 30. Juni 2027 laufenden Vertrag. Die Citizens reagierten damit auf den verletzungsbedingten Ausfall Nathan Akés sowie Aymeric Laportes und trafen in der Champions-League-Gruppenphase auf die Borussia. Das Team beendete die Gruppenphase ohne Niederlage und mit nur zwei Gegentreffern, Akanji stand in vier von sechs Gruppenspielen auf dem Feld. Der BVB wurde einmal mit 2:1 besiegt, das Rückspiel endete hingegen torlos. In der Liga war der Schweizer in der Innenverteidigung gesetzt und absolvierte alle acht möglichen Partien. In zweien wich er nach der Rückkehr von Aké und Laporte auf den rechten Flügel aus, im letzten Spiel vor der Winterpause bereitete er ein Tor vor. «Manuel hat seit seiner Ankunft grosse Bedeutung für uns. Er ist ein Geschenk für jeden Trainer», äusserte Trainer Pep Guardiola bereits nach wenigen Auftritten Akanjis im himmelblauen Dress. In Bezug auf Akanjis Leistungen auf der rechten Aussenbahn sagte Guardiola: «Seine defensiven und offensiven Bewegungen sind perfekt. Manchen Spielern muss man alles zehn Mal erklären oder mit ihnen zehn Mal üben, bevor sie verstehen, was man von ihnen will. Dieser Kerl bestreitet eine Trainingseinheit und kapiert es sofort. Das beweist mal wieder, dass nichts über Intelligenz geht.»

## Nationalmannschaft
Akanji, der bereits im Kader der Schweizer U20 gestanden hatte, debütierte am 18. November 2014 in der U21 mit einem Teileinsatz in einem Freundschaftsspiel. Für das WM-Qualifikationsspiel gegen die Färöer-Inseln am 9. Juni 2017 erhielt der U21-Spieler erstmals ein Aufgebot für das Schweizer A-Nationalteam und hatte bei dessen 2:0-Sieg sein Länderspieldebüt. Seit diesem Einsatz in einem Pflichtspiel für die Schweizer Nationalmannschaft ist er nur noch für die Schweiz spielberechtigt und nicht mehr für Nigeria, dessen Staatsbürgerschaft er ebenso besitzt.
Akanji stand bei der WM 2018 in Russland im Kader der Schweiz, absolvierte dort bis zum Ausscheiden im Achtelfinal gegen Schweden alle Spiele. In der UEFA Nations League 2018/19 erreichten der Verteidiger und die Schweiz die Endrunde und wurden nach einem 5:6 im Elfmeterschiessen gegen England Vierter.
Für die Europameisterschaft 2021 wurde Akanji ins Aufgebot der Schweiz berufen. Als einer der vier besten Gruppendritten zog die Nati in den Achtelfinal ein, in dem sie den amtierenden Weltmeister Frankreich im Elfmeterschiessen besiegte. Im Viertelfinal ging es für Akanji und die Schweiz erneut ins Penaltyschiessen, wo man aber Spanien unterlag. Als Teil einer Dreierkette, die er mit Nico Elvedi sowie erst mit Fabian Schär und dann mit Ricardo Rodríguez bildete, war der Innenverteidiger in jeder Partie über die volle Spielzeit aktiv, einmal liess man keinen Gegentreffer zu.
Für die Nationalmannschaft kam Akanji bei der Weltmeisterschaft 2022 bis zum Ausscheiden im Achtelfinal in allen vier Spielen zum Einsatz. Beim 0:1 im Gruppenspiel gegen Brasilien fälschte er einen Ball Casemiros ab, wohingegen der Verteidiger das einzige Tor beim Achtelfinal-Aus gegen Portugal (Endstand 1:6) erzielte.

## Titel
International
- Champions-League-Sieger: 2023
- Klub-Weltmeister: 2023
- UEFA-Super-Cup-Sieger: 2023

Schweiz
- Meister: 2016, 2017
- Cupsieger: 2017

Deutschland
- Pokalsieger: 2021
- Supercupsieger: 2019

England
- Meister (2): 2023, 2024
- Pokalsieger: 2023
- Supercupsieger: 2024

Sonstiges
- Schweizer MVP des Jahres 2023[29]
- Wahl in das Team des Turniers der Europameisterschaft 2024

## Privates
Akanji ist der Sohn einer Schweizerin aus Oberwinterthur und eines Nigerianers. Er hat zwei ältere Schwestern, darunter die Fussballspielerin und Politikerin Sarah Akanji. Nach der Schule absolvierte er eine kaufmännische Ausbildung, die er im Jahr 2017 abschloss. Im Sommer 2019 heiratete der schweizerisch-nigerianische Doppelbürger seine Verlobte Melanie. Mit ihr hat er zwei Söhne (* 2020, * 2022) und eine Tochter (* 2024).
Von November 2019 bis Ende 2020 war Akanji Markenbotschafter und Blogger des Schweizer Newsportals watson.ch.

## Trivia
Akanji hat am 11. November 2018 in der Sendung sportpanorama des Schweizer Fernsehens herausragende Fähigkeiten im Kopfrechnen unter Beweis gestellt, indem er Rechenaufgaben schneller löste als der Moderator mit dem Taschenrechner.